# Ajn Dzsálút-i csata
Az Ajn Dzsálút-i csata 1260. szeptember 3-án zajlott le Palesztinában, a Gilboa-hegytől északnyugatra, a mai En Harod környékén az egyiptomi mamlúkok és a mongolok között. Az ütközet a mamlúkok döntő győzelmével végződött. Ez volt az első katonai vereség, amit a Mongol Birodalomnak el kellett szenvednie.

A mamlúk és a mongol sereg mozgása a hadjárat során

## Előzmények
A mongolok Hülegü ilhán vezetésével 1258-ban elfoglalták és lerombolták Bagdadot. Hülegü 1260-ban követeket küldött Kairóba Al-Muzaffar Kutuz egyiptomi szultánhoz, megadást követelve. Kutuz kivégeztette a követeket és felkészült a mongol támadásra. Hülegü Szíriában nyomult előre, amikor hírt kapott a nagykán, azaz testvére Möngke kán haláláról. Mivel az utódlás vitatott volt, ezért Hülegü serege nagy részével sürgősen visszatért Mongóliába. A Szíriában maradó mongol csapatok Kitbuka helytartó parancsnoksága alá kerültek.
A mongolok megkíséreltek szövetkezni a megmaradt keresztes államokkal, de ezt IV. Sándor pápa ezeknek megtiltotta. Ám Antiokheia hercege és Tripolisz grófja, VI. Bohemund mégis szövetségre lépett a mongolokkal és ezért a pápa 1260 elején kiátkozta. A Jeruzsálemi Királyság a mamlúkokhoz húzott, de megpróbált a lehető legsemlegesebb maradni. Így a királyság Kutuz szövetségi ajánlatát visszautasította, de garantálta a mamlúkok szabad átvonulását területein. 
Kutuz 1260 július–augusztusban Gázán át seregével a palesztin tengerpart mentén Akkó kapujáig nyomult előre. Egyiptomi seregét egy khorezmi zsoldosokból álló lovasegységgel megerősítette, s ezen kívül kísérte őt a Kerak-i ajjubida emír egy kontingense, akivel szövetséget kötött. Mivel Hülegü csapatainak nagy részét magával vitte Mongóliába, a Szíriában maradt mongol sereg számbelileg kisebb, vagy legfeljebb olyan erős volt, mint a mamlúkoké. A mongolok seregében segédcsapatok is voltak, amelyek a mongol függőségbe kényszerített Grúziából, Örményországból származtak, illetve ruméliai szeldzsukokból és ajjubida szíriaiakból álltak. A két sereg nagyságát 10-12 ezer főre becsülik.
Míg Kutuz Akkóban tartózkodott, hírt kapott arról, hogy Kitbuka átlépte a Jordán-folyót és benyomult Galileába. Hadseregét haladéktalanul Názáreten keresztül délkeletre vezette és 1260. szeptember 2-án elérte az Ain-Dzsálútot, a mai En Harrod környékén. Másnap reggel rátalált a mongol hadra.

## A csata lefolyása
Kitbuka besúgói és kémei nyilvánvalóan nem derítették fel kielégítően a terepet. Mindenesetre nem tudta, hogy az egész mamlúk sereg a közvetlen közelben van. Ezzel szemben Kutuz ismerte az ellenséges had nagyságát és tőrbe csalta a mongol sereget. Főerőit a közeli dombok mögött elrejtette és csak a Bajbarsz parancsnoksága alatt lévő elővédet látta meg az ellenség. Néhány kisebb csetepaté után Bajbarsz egy gyors visszavonulást színlelt. Kitbuka belesétált a csapdába, forrófejűen utána vetette magát, és hirtelen azt látta, hogy az egész mongol sereg be lett kerítve. A mongolok olyan elkeseredetten harcoltak, hogy Bajbarsz már-már megállította a támadását. Amikor a mamelukok ingadozni kezdtek, Kutuz maga is beavatkozott a harcba, hogy ismét harcra buzdítsa őket. Néhány óra múlva a mamlúkok végül elérték a megadást. A mongolok menekültek, Kitbukát elfogták és lefejezték. A mamlúk nehézlovasság a mongolokat közelharcban győzte le, ami korábban senkinek sem sikerült.

## A következmények
A csata nyomán a mamlúkok a mongolokat kiűzték Szíriából. Öt nappal a csata után Kutuz bevonult Damaszkuszba. Azután elfoglalta Homsz és Hamá városokat, és ezek korábbi emírjeit visszahelyezte a települések élére. Egy hónapon belül Aleppót is elfoglalta. A visszaúton Kairóba, a Nílus deltavidékén Bajbarsz megölte Kutuzt és saját magát tette meg a mamlúkok szultánjának.
Az Ain-Dzsálút-i csata „világtörténelmi” jelentőségét az mutatja, hogy ez állította meg a mongolok nyugati terjeszkedését és fordulópontot jelentett a mongolok hadjáratában. A mongolok először szenvedtek döntő vereséget – a megelőző csatavesztések után a második összecsapást mindig megnyerték – és ez volt az első eset, amikor ez másképp történt. A későbbi generációknak ez a véleménye a kortársak számára egyáltalán nem volt ilyen egyértelmű, mert Szíriát és Egyiptomot a mongolok még sokáig fenyegették. Ha magának Hülegünek nem is sikerült Egyiptomig nyomulnia, az általa Perzsiában alapított Ilhánida Birodalom további igényeket támasztott azokkal az országokkal szemben, amelyeket a mamlúkok kormányoztak, és vezérei 1313-ig még öt nagy, végül kudarcot vallott hadjáratot vezettek azzal a szándékkal, hogy elfoglalják őket. „Ain-Dzsálút lett először az a döntő csata, ami megmutatta, hogy az Eufrátesz-folyótól nyugatra a mongolok tartósan soha többet nem tudják a lábukat megvetni.”

## Adalék
A szentföldi keresztes államok a muzulmán fenyegetés erejének csökkenését látták abban, amikor a mongolok, Hülegü vezetésével elfoglalták Bagdadot. VI. Bohemund ezért lépett velük szövetségre a pápai tilalom ellenére. A mongol sereg létszámát a keresztény szövetségesekkel együtt 25 000 főben, míg Kutuz szultán mamlúk hadát 10 0000 harcosban adják meg. A csata elején a mongolok ugyan szétszórták a mamlúk előőrsöt és balszárnyat, de a túlerő végül is győzött.

## Fordítás
- Ez a szócikk részben vagy egészben  a   Schlacht bei Ain Djalut című német Wikipédia-szócikk ezen változatának fordításán alapul.  Az eredeti cikk szerkesztőit annak laptörténete sorolja fel. Ez a jelzés csupán a megfogalmazás eredetét és a szerzői jogokat jelzi, nem szolgál a cikkben szereplő információk forrásmegjelöléseként.